# Come My Fanatics…
| Оценки критиков | Оценки критиков |
| Источник        | Оценка          |
| --------------- | --------------- |
| Allmusic        | [ 1 ]           |

Come My Fanatics… — второй студийный альбом стоунер/дум-метал-группы Electric Wizard, выпущенный в январе 1997 года на лейбле Rise Above Records. Продюсерами альбома выступили Рольф Стартин, Майк Харст и вокалист/гитарист Electric Wizard Джас Оборн. Оборн описал этот релиз как реакцию на музыку с предыдущего альбома группы, который был не таким тяжёлым, как ему хотелось бы. Ли Дорриан, владелец Rise Above Records, описал песни с Come My Fanatics… как выходящие за рамки традиционного стиля дум-метала с неотшлифованным и хаотичным подходом. Журнал Terrorizer расположил этот релиз на 37 месте в списке 50 важнейших дум-альбомов.

## Влияние
Лидер группы Джас Оборн говорил о влиянии Black Sabbath, Trouble, The Stooges и наркотиков типа LSD и марихуаны.

## Список композиций
Все песни написаны Джасом Оборном.
| №  | Название                   | Длительность       |
| -- | -------------------------- | ------------------ |
| 1. | «Return Trip»              | 10:02              |
| 2. | «Wizard in Black»          | 8:14 (8:02 на 2CD) |
| 3. | «Doom-Mantia»              | 8:49               |
| 4. | «Ivixor B / Phase Inducer» | 8:47               |
| 5. | «Son of Nothing»           | 6:44 (6:32 на 2CD) |
| 6. | «Solarian 13»              | 7:58               |

| №  | Название                           | Длительность |
| -- | ---------------------------------- | ------------ |
| 7. | «Demon Lung»                       | 5:52         |
| 8. | «Return to the Son of Nothingness» | 6:38         |

## Над альбомом работали
- Джас Оборн (Jus Oborn) — гитара, вокал, эффекты, продюсирование, сведение
- Тим Багшоу (Tim Bagshaw) — бас, эффекты
- Марк Гринин (Mark Greening) — ударные
- Хью Гилмор (Hugh Gilmour) — оформление

## История релизов
| Год  | Лейбл            | Формат | Страна | Примечания |
| ---- | ---------------- | ------ | ------ | --- |
| 1997 | Rise Above       | CD     | U.K.   | оригинальный CD                                                                                               |
| 1997 | The Music Cartel | CD     | U.S.   | |
| 1999 | Rise Above       | 2CD    | U.K.   | вместе с Electric Wizard;                                                                                     |
| 2006 | Rise Above       | DigiCD | U.K.   | включает 2 бонусных трека                                                                                     |
| 2006 | Candlelight      | DigiCD | U.S.   | включает 2 бонусных трека                                                                                     |
| 2006 | Rise Above       | 2LP+7" | U.K.   | включает 2 бонусных трека на 7" ограниченный тираж 1500 копий (500 чёрных, 500 фиолетовых, 500 тёмно-красных) |